# Sarah Richard-Mingas
Sarah Richard-Mingas (* 2. April 1998 in Nizza) ist eine französische Leichtathletin, die sich auf den Sprint spezialisiert hat. Mit der französischen 4-mal-100-Meter-Staffel wurde sie 2024 in Rom Vizeeuropameisterin.

## Sportliche Laufbahn
Erstmals bei einer internationalen Meisterschaft trat Sarah Richard-Mingas bei den Jugendweltmeisterschaften in Cali 2015 an. Dort erreichte sie im 100-Meter-Lauf das Halbfinale und schied dort mit 11,88 s aus, während sie sich mit der gemischten 4-mal-400-Meter-Staffel nicht für das Finale qualifizieren konnte. Im Jahr darauf nahm sie mit der 4-mal-400-Meter-Staffel an den U20-Weltmeisterschaften in Bydgoszcz teil und schied dort mit 3:46,12 min im Vorlauf aus. 2017 gewann sie bei den U20-Europameisterschaften in Grosseto mit der Staffel in 44,03 s die Silbermedaille und im Einzelbewerb über 100 Meter schied sie mit 11,84 s im Halbfinale aus. Im Jahr darauf siegte sie bei den U23-Mittelmeermeisterschaften in Jesolo mit der Staffel in neuem Meisterschaftsrekord von 44,39 s. Bei den IAAF World Relays 2019 in Yokohama kam sie mit der 4-mal-100-Meter-Staffel im Vorlauf nicht ins Ziel, gewann anschließend aber bei den U23-Europameisterschaften in Gävle in 23,50 s die Bronzemedaille hinter der Lettin Sindija Bukša und ihrer Landsfrau Estelle Raffai. Zudem gewann sie auch mit der 4-mal-100-Meter-Staffel in 43,82 s die Silbermedaille. Bei den World Athletics Relays 2021 im polnischen Chorzów kam sie mit der 4-mal-100-Meter-Staffel im Finale nicht ins Ziel. 2024 gewann sie bei den Europameisterschaften in Rom in 42,15 s gemeinsam mit Orlann Oliere, Gémima Joseph und Hélène Parisot die Silbermedaille hinter dem britischen Team.
2019 wurde Richard-Mingas französische Meisterin im 200-Meter-Lauf.

## Persönliche Bestzeiten
- 100 Meter: 11,32 s (+1,3 m/s), 29. Juni 2024 in Angers
  - 60 Meter (Halle): 7,37 s, 30. Januar 2019 in Reims
- 200 Meter: 23,22 s (+0,9 m/s), 30. Juni 2019 in Châteauroux
  - 200 Meter (Halle): 24,01 s, 7. Februar 2021 in Val-de-Reuil